# Ted Toleman
Ted Toleman, född 14 mars 1938, död 10 april 2024 är en sydafrikansk/brittisk entreprenör. Han är mest känd som grundare och ägare till formel 1-stallet Toleman.